# Лавриновский, Николай Павлович
Никола́й Па́влович Лаврино́вский (2 октября 1845, Иркутск — после 1918, Псков) — русский общественный деятель, псковский губернский предводитель дворянства, сенатор.

## Биография
Сын председателя Иркутской Казенной палаты статского советника Павла Климентовича Лавриновского (1790—1864) и Анны Павловны Нагель, дочери генерал-лейтенанта Павла Ларионовича Нагеля.
Окончил Пажеский корпус (1866, имя занесено на мраморные доски), был произведен из фельдфебелей в корнеты в лейб-гвардии Кирасирский полк. В 1872 году вышел в отставку в чине штабс-ротмистра и перешел на гражданскую службу.
В октябре 1872 был утвержден участковым мировым судьей Псковского мирового округа. Впоследствии избирался гласным Псковского уездного земства, участковым судьей, Псковским губернским предводителем дворянства (1910—1913). Состоял попечителем Стремуткинской школы, почётным членом Псковского археологического общества.
В 1887 году был причислен к департаменту уделов, управлял орловскими и курскими имениями Великого князя Михаила Александровича. В том же году был произведен в действительные статские советники, а в 1899 — пожалован в гофмейстеры. В январе 1915 года был назначен сенатором, присутствующим в департаменте герольдии.
Умер после 1918 года в Пскове. Похоронен на Дмитриевском кладбище.

## Семья
Был женат на Анне Константиновне Газенвинкель (1855—после 1918). Их дети:
- Анна (1875—?)
- Николай (1875—1930), государственный деятель, член Государственной думы, сенатор.
- Павел (1877—1912)
- Нина (1879—?)
- Михаил (1886—1930)

## Стремутка
В 1866 году унаследовал имение отца в Псковском уезде, в которое входили сельцо Уварово и деревни Фашино, Волженицы, Иевлево, Плечево, Десницы, Добрывитки и Козюлино. Затем приобрел имение Стремутка у обанкротившегося барона Фитингофа, где занимался сельским хозяйством и скотоводством, разводил быков улучшенных пород. Открыл в Стремутке кожевенный завод, фабрику, производившую кожаные пальто, сапоги и пиджаки, а также фабрику по производству клея. В 1883 году господский дом в сельце Уварове сгорел, и усадьба была перенесена в Стремутку.

## Награды
- Орден Святого Владимира 3-й ст. (1896)
- Орден Святого Станислава 1-й ст. (1904)
- Орден Святой Анны 1-й ст. (1911)

- Медаль «В память царствования императора Александра III»
- Медаль «В память 300-летия царствования дома Романовых» (1913)